# Васил Дечов
Васил Дечов Харитов е български писател, етнограф, историк, географ, общественик и политик, роден на 22 юни 1866 г. в Чепеларе, в семейството на Дечю Харитюв и Марта Дечова.

## Противоречия относно името
Кръщелното му свидетелство не е запазено. Първият по хронология документ, който е съхранен в личния му архив е свидетелство за завършено IV отделение от 1881 г. Там ученикът фигурира като Васил Ниделчев. В билета под № 23, удостоверяващ участието му в Сръбско-българската война от 1885 г., е записан като Васил Дечев Харитов. Венчалното му свидетелство от 10 май 1893 г. е като Васил Дечов.
Най-често в литературата се цитира като Васил Дечев, той самият обаче се подписва Дечов.
Според живописните бележки, писани от самия него между 1938 и 1940 г., „Васил Дечов, син на Дечю Харитюв и Марта Дечова е кръстен Волчю на дядо си Волко Кацарски, но когато бил ученик в IV отделение, учителят му Васил П. Стоянов го записал в официалните училищни книги и в училищното му свидетелство Васил. Оттогава във всички официални и частни книжа е вписван и се е подписвал с това име, обаче чепеларци си го зоват Вочю – умалително от Волчю.“

## Биография
В първа мъжка гимназия в Пловдив завършва III клас през учебната 1883/1884 г. Под влиянието на Петко Р. Славейков – негов учител по български език прави първия си публицистичен опит с „Описание на село Чепеларе“, отпечатан в пловдивския вестник „Народний глас“ през 1883 г.
Оригинална, дръзка, безкомпромисна и дори вироглава личност. През 1967 г. дъщеря му си спомня: „Висок човек, един и деветдесет, слаб и леко приведен. Толкова беше тънък, че сядаше в кафенетата с преплетени крака, много пушеше, небрежен беше към външността си. Често си правеше дрехи, но винаги сакото и панталоните му бяха посипани с пепел от цигарите му. Обикновено връзката му беше накриво, шапката малко кривната, а връзките на обущата често развързани. На черква не ходеше, освен на сватби и погребения.“
Работи като учител в Чепеларе, Лъджене, Перущица и др., митнически чиновник в Чепеларе, Дъсчено-Кладенската митница (на сръбската граница), Тутракан, Урумбеглий (днес в Турция, до Лозенград), Татаркьой (в бившата Айтоска околия), Константиново (срещу Одрин) и пр., околийски управител на Айтос, Бургас и Сливен, кмет на Чепеларе в периода 1894 – 1897 г., член на Пловдивската окръжна постоянна комисия, чиновник във Военното министерство в София, началник на окръжното контролно бюро по мерките и теглилките в Смолян и др.
Участник в Съединението на България (председател на „Рупчоския таен комитет по Съединението“) и Сръбско-българската война.
Инициатор за прокарване на централната улица в Чепеларе. През 1896 г., като кмет на Чепелере, ядосан от свършената недокрай инженерна работа, сам начертава с мастило новите улици според своето лично разбиране. През 1896 г. този план намира реализация и цялото ново строителство се съобразява с него. Инициатор за изграждането на училището и читалището в Чепеларе, както и за електрифицирането му. Като член на Пловдивската окръжна постоянна комисия съдейства активно за трасирането на пътя Станимака (Асеновград) – Бачково – Хвойна – Чепеларе. Издига глас за спиране на „горската съсипия в Родопите“.
През Балканската война Дечов е член на комисия, която обхожда Родопската област и приморската равнина с цел да проучи нуждите и раздаде на пострадалите храна, дрехи и парични помощи. Като вижда бедственото и окаяно положение на населението, особено това на българомохамеданите, раздава личните си вещи на най-бедните.
Създател на първото в Родопите кооперативно дружество „Съгласие“, Скотовъдно-млекарско кооперативно дружество „Родопа“, Главното Родопско-приморско скотовъдно дружество „Овен“ – Чепеларе и Кооперативна дружина „Момчилови водоборци“ – Порто Лагос.
На 28 август 1938 г. след двегодишна подготовка признателното чепеларско население отдава признателност на достойния си съгражданин с тържествено честване на 70-годишнината от рождението му. Всъщност тогава той вече е навършил 72 години.

## Периодичен печат
През 1895 г. започва частно да редактира и издава двуседмичен вестник „Родопски новини“ – първият среднородопски вестник. Редактор, заедно със Стою Шишков, на списанието „Родопски напредък“ (1903 – 1912). В него Дечов отпечатва най-добрите си разработки върху овчарството, производството на лен в Средните Родопи, черковно-училищното дело, археологическите паметници, произхода и проблемите на родопските българи-мохамедани и пр. В 1921 година заедно с Христо Караманджуков издава вестник „Родопски гладс“, в който публикува редица свои трудове за управниците в Средните Родопи, загиването на овцевъдството, етимологията на названието Родопа и др. През 1925 – 1926 година публикува в „Среднородопска искра“. В започналото да излиза през 1930 година в София списание „Родопски преглед“ Дечов обнародва редица свои исторически проучвания върху родопското минало, географските названия, името на Пирин планина, Салихаговата управия, изграждането на църквите в Чокманово и Аламидере (Полковник Серафимово), просветата в Рупчос след Освобождението и др. В 1932 година отново издава „Родопски глас“. През 1937 – 1938 година негови материали публикува Анастас Примовски в редактирания от него вестник „Родопска мисъл“, списван в Кърджали, но отпечатван в София.